# La Chapelle-d'Angillon
La Chapelle-d'Angillon je naselje in občina v osrednjem francoskem departmaju Cher regije Center. Leta 1999 je naselje imelo 667 prebivalcev.

## Geografija
Kraj leži v pokrajini Berry 32 km severno od Bourgesa.

## Uprava
La Chapelle-d'Angillon je sedež istoimenskega kantona, v katerega so poleg njegove vključene še občine Ennordres, Ivoy-le-Pré, Méry-ès-Bois in Presly z 2.617 prebivalci.
Kanton Chapelle-d'Angillon je sestavni del okrožja Vierzon.

## Zanimivosti
- le château de la Chapelle-d'Angillon
  - muzej francoskega pisatelja Alain-Fourniera (1886-1914),
  - različne zbirke umetnin (Murillo, Della Robbia, tapiserije,...).

1. ↑  »Populations légales 2016«. Nacionalni inštitut za statistične in gospodarske raziskave. Pridobljeno 25. aprila 2019.